# UCI Coupe des Nations Juniors 2017
L'UCI Coupe des Nations Juniors 2017 est la dixième édition de l'UCI Coupe des Nations Juniors. Elle est réservée aux cyclistes de sélections nationales de moins de 19 ans (U19). Elle est organisée par l'Union cycliste internationale. 

## Résultats

### Épreuves
| Date          | Épreuve                                           | Pays         | Vainqueur                 | Deuxième           | Troisième               | Leader (nations) |
| ------------- | ------------------------------------------------- | ------------ | ------------------------- | ------------------ | ----------------------- | ---------------- |
| 15 février    | Championnat d'Afrique du contre-la-montre juniors | Égypte       | Hamza Mansouri            | Mohammed Medrazi   | Kiflom Gebreselassie    | Algérie          |
| 17 février    | Championnat d'Afrique sur route juniors           | Égypte       | Hamza Mansouri            | Oussama Chablaoui  | Abdellah Loukili        | Algérie          |
| 26 février    | Championnat d'Asie du contre-la-montre juniors    | Bahreïn      | Igor Chzhan               | Ze Yu              | Iskandarbek Shodiev     | Algérie          |
| 28 février    | Championnat d'Asie sur route juniors              | Bahreïn      | Daniil Marukhin           | Igor Chzhan        | Amir Hossein Jamshidian | Kazakhstan       |
| 9 mars        | Championnat d'Océanie du contre-la-montre juniors | Australie    | Sebastian Berwick         | Thomas Jones       | Mitchell Wright         | Kazakhstan       |
| 11 mars       | Championnat d'Océanie sur route juniors           | Australie    | Sebastian Berwick         | Liam Nolan         | Craig Wiggins           | Australie        |
| 26 mars       | Gand-Wevelgem juniors                             | Belgique     | Ludvig Anton Wacker       | Michiel Hillen     | Davide Ferrari          | Italie           |
| 9 avril       | Paris-Roubaix juniors                             | France       | Thomas Pidcock            | Daan Hoole         | Mathias Larsen          | Italie           |
| 4-7 mai       | Course de la Paix juniors                         | Tchéquie     | Idar Andersen             | Andreas Leknessund | Andrea Bagioli          | Norvège          |
| 20-21 mai     | Trophée Centre Morbihan                           | France       | Florentin Lecamus-Lambert | Andreas Leknessund | Nik Čemažar             | Norvège          |
| 9-11 juin     | Trofeo Karlsberg                                  | Allemagne    | Julius Johansen           | Niklas Märkl       | Daan Hoole              | Norvège          |
| 8-9 juillet   | Grand Prix Général Patton                         | Luxembourg   | Michele Gazzoli           | Matej Blasko       | Mauro Schmid            | Norvège          |
| 18-23 juillet | Tour de l'Abitibi                                 | Canada       | Riley Sheehan             | Fernando Islas     | Richard Holec           | Norvège          |
| 2 août        | Championnats d'Europe du contre-la-montre juniors | Danemark     | Andreas Leknessund        | Julius Johansen    | Sébastien Grignard      | Norvège          |
| 4 août        | Championnats d'Europe sur route juniors           | Danemark     | Michele Gazzoli           | Søren Wærenskjold  | Niklas Märkl            | Norvège          |
| 2-5 septembre | Tour de DMZ                                       | Corée du Sud | Igor Chzhan               | Daniil Marukhin    | Olzhas Bayembayev       | Norvège          |
| 19 septembre  | Championnats du monde du contre-la-montre juniors | Norvège      | Thomas Pidcock            | Antonio Puppio     | Filip Maciejuk          | Norvège          |
| 22 septembre  | Championnats du monde sur route juniors           | Norvège      | Julius Johansen           | Luca Rastelli      | Michele Gazzoli         | Norvège          |

### Classement par nations
| #  | Pays       | Pts. |
| -- | ---------- | ---- |
| 1  | Norvège    | 274  |
| 2  | Kazakhstan | 228  |
| 3  | Italie     | 224  |
| 4  | France     | 204  |
| 5  | Allemagne  | 184  |
| 6  | Danemark   | 176  |
| 7  | Belgique   | 163  |
| 8  | Pays-Bas   | 140  |
| 9  | États-Unis | 125  |
| 10 | Tchéquie   | 84   |